# 시드니 브레너
시드니 브레너(영어: Sydney Brenner, CH, FRS, 1927년 1월 13일 ~ 2019년 4월 5일)는 남아프리카 공화국의 생물학자이다. 로버트 호비츠와 존 설스턴과 함께 세포의 사멸을 조절하는 핵심 유전자를 규명함으로써 AIDS 등의 각종 난치병 치료제 개발에 새로운 전기를 마련한 공로로 2002년 노벨 생리학·의학상을 공동 수상하였다.
왓슨과 크리크에 의해 유전자의 본체가 DNA임을 밝혀진 이후 분자생물학은 "박테리오파지"유전학으로 발전했는데, 브레너는 여기서 활약하였다. 그는 박테리오파지의 형태학 연구상 획기적인 방법으로 알려진 네거티브 스테이닝(염색)을 고안해내었다. 그전에는 균체를 잘라 그 절편을 염색해서 보는 것이 일반적이었으나 그는 균체를 카본글릿드 위에 놓고 거기에 염색제를 부어 파지 부분만 염색되는 방법이 고안해 냄으로써 매우 간편하게 하였고 이는 현재 단백질형태를 보는데 응용되고 있다. 또한 이외에도 DNA에 저장된 정보를 전달해주는 RNA를 발견하는 등 유전학과 생물학의 발전에 큰 이바지를 하였다.
분자생물학이 꽃피던 시기에 여러 중요한 연구를 해낸 그는 "천재 세 사람 몫의 일을 한 사람"이라고 일컬어지기도 한다.

## 서훈
- 1987년 컴패니언 오브 아너(CH; Order of the Companions of Honour)[1]